# Only You ビバ!キャバクラ
『Only You ビバ!キャバクラ』（オンリーユービバキャバクラ）は、扶桑社『週刊SPA!』に連載されていた藤波俊彦の漫画作品。テレビアニメ化もされた。

## 単行本
レーベルは、SPA! comics。
1. （1998年4月、ISBN 4-594-02477-7）
2. （1998年11月、ISBN 4-594-02596-X）
3. （1998年12月、ISBN 4-594-02597-8）
4. （1999年9月、ISBN 4-594-02757-1）
5. （1999年9月、ISBN 4-594-02758-X）
6. （1999年9月、ISBN 4-594-02759-8）

## テレビアニメ
TBS系列で1998年11月3日から11月27日にワンダフル枠で放送された。なお、厳密な題名表記は、アニメ版は『Only・You ビバ!キャバクラ』と中黒が入る。
唯一、VHSの発売がない作品である。

### キャスト
- 小金井武史 - 鈴置洋孝
- 沙里奈 - 吉田小百合
- 不二子（涼崎ミチル） - 小松里賀
- 西音寺ミーナ - 手塚ちはる
- 浜安 - 飛田展男
- 恵美 - 大塚ちか
- ミドリ - 白鳥由里
- ちあき - 柳瀬なつみ
- アミーゴ三人組1ハゲ - 菅原淳一
- 穴坂･アミーゴ三人組2ロンゲ - 古澤徹
- アミーゴ三人組3ウクレレ - 掛川裕彦
- ナレーション - 江森浩子

### スタッフ
- 原作 - 藤波俊彦
- 監督 - 日下部光雄
- 構成 - 志茂文彦
- キャラクターデザイン - 飯村一夫、島袋美由紀
- 美術監督 - 高橋和博
- 色彩設定 - 佐藤和子
- 撮影監督 - 神山茂男
- 音響監督 - 松浦典良
- 音楽 - 黒澤右文
- 音楽プロデューサー - 山本晴之
- 総合プロデューサー - 落合芳行
- アニメーションプロデューサー - 尾崎正善、土屋貴彦
- アニメーション制作 - パブリック&ベーシック
- 制作協力 - スタジオ・ザイン
- 協力 - 徳間ジャパンコミュニケーションズ
- 製作 - TBS

### 音楽
主題歌「ユメ Dream On」
歌 - ユリアーナ
挿入歌「恋はサーカスゲーム」
歌 - PIAS
BGM
作曲 - 大竹幸尚、西村茂之、白石定
Only・You ビバ！キヤバクラ TV版 オリジナルサウンドトラック/徳間ジャパンコミュニケーションズ/TKCA-71560

### 各話リスト
| 話数 | サブタイトル                    | 絵コンテ     | 演出       | 作画監督   | 放送日         |
| ---- | ------------------------------- | ------------ | ---------- | ---------- | -------------- |
| 1    | ダッシュ小金井登場!!            | 日下部光雄   | 日下部光雄 | 島袋美由紀 | 1998年 11月3日 |
| 2    | 燃えよアフター!                 | 奥田誠治     | 土屋浩幸   | 高鉾誠     | 11月4日        |
| 3    | 店外デートへの道!               | 奥田誠治     | 土屋浩幸   | 高鉾誠     | 11月5日        |
| 4    | 先輩、後輩、御同輩              | 祐天寺健     | 祐天寺健   | 佐藤多恵子 | 11月9日        |
| 5    | 西音寺ミーナ登場                | 日下部光雄   | 日下部光雄 | 島袋美由紀 | 11月10日       |
| 6    | 涼崎ショック!                   | 奥田誠治     | 大崎正     | 佐藤多恵子 | 11月11日       |
| 7    | コスキャバプレクラ              | 奥田誠治     | 御厨恭輔   | 小林一三   | 11月12日       |
| 8    | 両立はターイヘン!               | 日下部光雄   | 御厨恭輔   | 嶋津義一   | 11月16日       |
| 9    | とにかく夏だ!海だ!!ハイレグだ!! | 奥田誠治     | 土屋浩幸   | 三宅雄一郎 | 11月17日       |
| 10   | ドーハンの悲劇                  | 奥田誠治     | 日下部光雄 | 島袋美由紀 | 11月18日       |
| 11   | 貢ぎ物のアフター                | 井之川慎太郎 | 土屋浩幸   | 藤原潤     | 11月19日       |
| 12   | キャバクラ災難                  | 奥田誠治     | 及川博史   | 佐藤多恵子 | 11月23日       |
| 13   | 男の証                          | 井之川慎太郎 | 大崎正     | 佐藤多恵子 | 11月24日       |
| 14   | 嗚呼、歳の流れのように          | 祐天寺健     | 御厨恭輔   | 東海林真一 | 11月25日       |
| 15   | ハッピーバースだい!             | 日下部光雄   | 御厨恭輔   | 小林一三   | 11月26日       |
| 16   | カバクラスイブ                  | 日下部光雄   | 日下部光雄 | 島袋美由紀 | 11月27日       |